# Cova de les Mans
La cova de les Mans (en castellà, cueva de las Manos) és un jaciment arqueològic i de pintures rupestres que es troba en el profund engorjat del riu Pinturas, a l'oest de la província de Santa Cruz, Argentina. El seu interès rau en la bellesa de les pintures rupestres, així com en la seva gran antiguitat, datat fins al moment en 7350 anys aC les inscripcions més antigues.
Es tracta d'una de les expressions artístiques més antigues dels pobles sud-americans i ha estat declarada Patrimoni de la Humanitat per la UNESCO.

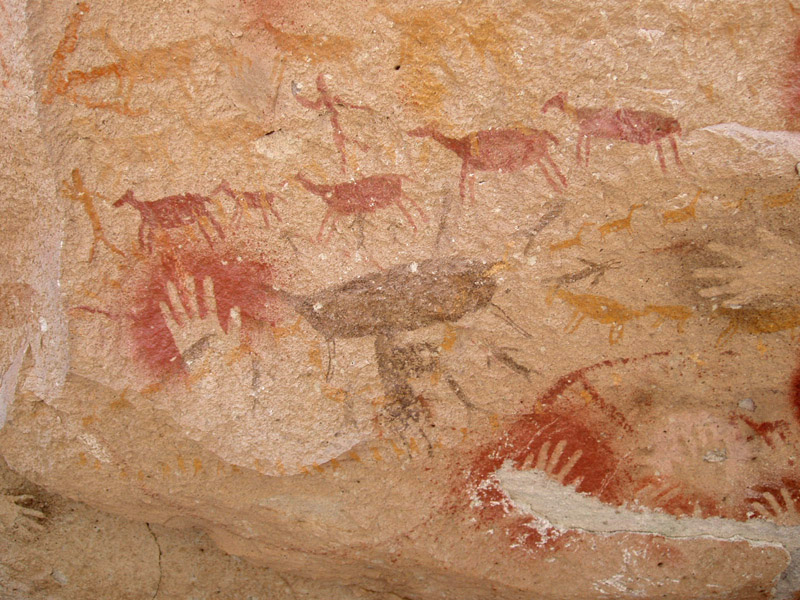
Escena de caça

La cova de les Mans pertany a una sèrie de jaciments arqueològics americans (Montaña Verde (Xile), Pedra Furada (Brasil), i Piedra Museo (Argentina), entre d'altres que estan qüestionant la tradicional teoria del poblament tardà d'Amèrica, per sostenir una teoria del poblament primerenc (pre-Clovis).
Un altre remot assentament proper va ser ubicat a Los Toldos, també a la província de Santa Cruz, amb restes que daten de 10500 anys aC.

## Característiques
La cova principal ha estat esculpida per l'erosió als elevats murs de contenció que acompanyen la vall del riu Pinturas al nord-oest de la província de Santa Cruz; aquesta cova té diversos ràfecs, i presenta en el seu interior pintures rupestres realitzades durant un extens període que va des dels 13000 a 9000 anys abans del present.
En aquestes pintures, s'observen figures que reprodueixen elements relacionats amb la vida quotidiana d'antics pobles caçadors/recol·lectors. De totes aquestes, les més cèlebres i antigues són les siluetes en negatiu de les mans (se n'han comptat 829), en certs casos superposades. També hi ha impressions en positiu de les mans (és a dir, aconseguides recolzant el palmell de les mans amb pintura en les parets).
Les siluetes van ser realitzades per antics mètodes d'aerografia (el material cromàtic s'aplicava en forma d'aerosol bufat amb els buits medul·lars de petits ossos d'animals); el significat de les representacions és actualment hipotètic, encara que gairebé formaria part d'un ritual amb elevat component màgic (se suposa un intent d'"unió mística" entre els participants i les forces tel·lúriques. L'altra hipòtesi -menys ferma- és la que suggereix la intenció de "perpetuïtat" de qui van deixar l'empremta de les seves mans).
Tanmateix, es poden observar siluetes d'animals (sobretot, guanacs i choiques), principals components de la dieta dels antics pobles. És freqüent que es mostrin escenes de la cacera col·lectiva d'aquests animals.
Quant a la representació de la figura humana, aquesta també s'hi troba, encara que en menor freqüència i amb formes lineals.
Són més comuns els motius geomètrics (principalment espirals) que estarien representant simbòlicament les avui ignotes deïtats.
La gamma de colors dominants és la que implica el vermell, ocre, groc, verd, blanc i negre. Se'ls confeccionava amb fruits, plantes i roques moltes. També per "màgia contagiosa" -segons la classificació de Fraser- s'usava la sang dels animals caçats.
Els temes responen a tres períodes diferents; el més antic -i menys abstracte- és ric en escenes de cacera; en el període intermedi, sobresurten les mans que es troben acompanyades secundàriament per la representació d'animals aïllats; en l'últim període, la temàtica preponderant és la de motius geomètrics amb significat misteriós.
Aquestes obres d'art van ser descobertes per a la cultura "occidental" el 1876, per l'explorador argentí Francisco Pascasio Moreno.